# Oscar Omar Aparicio Céspedes
Oscar Omar Aparicio Céspedes (ur. 26 września 1959 w La Paz) – boliwijski duchowny katolicki, od 2015 arcybiskup Cochabamby.

## Życiorys
Święcenia kapłańskie przyjął 29 listopada 1987. Inkardynowany do archidiecezji La Paz, został proboszczem w Huarina, zaś w latach 1990–1992 pracował w seminarium w Cochabamba. Po dwuletnich studiach w Rzymie zaczął pracę w seminarium w La Paz, a w 1998 został jego rektorem.
29 maja 2002 papież Jan Paweł II mianował go biskupem pomocniczym archidiecezji La Paz ze stolicą tytularną Citium. Sakry biskupiej udzielił mu 25 lipca 2002 metropolita La Paz - arcybiskup Edmundo Abastoflor Montero.
4 kwietnia 2012 papież Benedykt XVI ustanowił go biskupem polowym Boliwii.
24 września 2014 Franciszek mianował go arcybiskupem metropolitą Cochabamby. Kanoniczne objęcie urzędu miało miejsce 20 stycznia 2015.
W latach 2009–2021 zajmował kierownicze stanowiska w Konferencji Episkopatu Boliwii – w 2009 został wybrany jej sekretarzem, w 2012 przewodniczącym, zaś w latach 2015–2021 był jej wiceprzewodniczącym.